# Cliffortia spathulata
Cliffortia spathulata es una especie de planta del género Cliffortia, perteneciente a la familia Rosaceae.

## Taxonomía
Cliffortia spathulata fue descrita por August Henning Weimarck en 1948.

## Distribución
Se encuentra en el territorio de Estado Libre y KwaZulu-Natal.